# Mojca Fatur
Mojca Fatur est une actrice de cinéma et de théâtre slovène.

## Biographie
En 2001, elle fut diplômée de l'Académie de théâtre, de radio, de cinéma et de télévision de Ljubljana et a joué au SNG Drama Ljubljana, au Théâtre pour enfants et jeunes, au Théâtre Prešeren Kranj (sl), au Théâtre Spas, au Théâtre national slovène Nova Gorica (sl), le théâtre de la ville de Ptuj (sl) et le théâtre de Koper (sl). Elle est apparue dans plusieurs longs et courts métrages et séries. Au Festival du film slovène 2015 (sl), elle a reçu le prix Vesna (sl) de l'actrice de l'année pour le film Four Things I Wanted to Do with You.
Compagne de l'acteur Klemen Slakonja, elle est sortie victorieuse d'une maladie considérée comme incurable,.

## Filmographie sélective
- 1999 : V leru (sl) de Janez Burger (sl)
- 2005 : Gravehopping (en) de Jan Cvitkovič
- 2009 : Skriti spomin Angele Vode (sl) de Maja Weiss (sl)
- 2015 : Les quatre choses que je voulais faire avec toi[4] de Miha Knific (sl)
- 2017 : Moderne Kunst de  Marko Šantić

Langue
allemand